# Posologie
La posologie est l'étude des modalités d'administration des médicaments, mais recouvre également l'ensemble des modalités d'administration de la prise d'un médicament. 

## Définition
Ces indications proviennent du laboratoire pharmaceutique et sont données au patient par le médecin ou le pharmacien.

Le terme de posologie s'identifie à la définition des doses et du rythme des prises de médicaments.
Plus précisément, c'est l'étude des doses auxquelles doivent être administrés les médicaments pour donner un effet thérapeutique donné. On parle ainsi de posologie par prise ou par 24 heures.
Pour chaque médicament, il existe une dose usuelle et une dose maximale.
Le prescripteur peut être amené à modifier les doses selon différents facteurs tels que :
- l'âge du patient
- le poids du patient
- l'état de santé du patient, notamment sa fonction rénale ou hépatique
- la tolérance du patient à l'égard de la substance active.